# HVC (afvalbedrijf)
HVC is een afvalverwerkingsbedrijf in Flevoland, Noord- en Zuid-Holland. Het bedrijf was in 2019 de grootste niet-commerciële afvalinzamelaar van Nederland. Het hoofdkantoor bevindt zich in Alkmaar.
HVC is een afkorting van '‘Huisvuilcentrale’'. Het bedrijf is verantwoordelijk voor duurzaam afvalbeheer van vierenveertig gemeenten en zes waterschappen uit Noord-Holland, Zuid-Holland, Utrecht, Flevoland en Friesland.

## Activiteiten
HVC voert het beheer over:
- Negentien afvalbrengstations in Bergen, Beverwijk, Den Helder, Dordrecht, Egmond aan Zee, Enkhuizen, Hendrik-Ido-Ambacht, Hoorn, Lelystad, Middenmeer, Obdam, Papendrecht, Schagen, Schoorl, Texel (De Hamster), Velsen, Westknollendam (Molletjesveer), Zaandam, Zeewolde
- Zes afvalinzamellocaties in Zaandam, Velsen, Middenmeer, Lelystad, Den Helder en Dordrecht
- Drie biomassacentrales in Middenmeer, Purmerend en Alkmaar
- Drie overslagstations in Den Helder, Oudeschild (Texel) en Zaandam
- Twee afvalenergiecentrales: in Alkmaar en Dordrecht

Verder exploiteert het bedrijf in Alkmaar een afvalsorteerinstallatie, een houtrecyclingsinstallatie, een puinrecyclingsinstallatie en een bodemaswasinstallatie, in Middenmeer een vergistingsinstallatie, in Purmerend een composteringsinstallatie en in Dordrecht een slibverbrandingsinstallatie. Samen met Dusseldorp exploiteert HVC in Lichtenvoorde een recyclingbedrijf voor koffiecups. Het bedrijf is voor 50% eigenaar van een vergistingsinstallatie in Zwolle, de ROVA is eigenaar van de andere 50%. HVC, Omrin en Midwaste bouwen samen een kunststofsorteerinstallatie in Heerenveen. Ten slotte participeert HVC in geothermie-, wind- en zonneparken.
In 2018 behaalde HVC bijna de gehele omzet uit het inzamelen van afval en de omzetting van afval en biomassa in duurzame energie. De totale omzet bedroeg € 342 miljoen.

## Aandeelhoudende gemeenten
| Noord-Holland: - Alkmaar - Bergen - Beverwijk - Castricum - Den Helder - Dijk en Waard - Drechterland - Edam-Volendam - Enkhuizen - Heemskerk - Heiloo - Hollands Kroon - Hoorn - Koggenland - Medemblik | - Opmeer - Purmerend - Schagen - Stede Broec - Texel - Uitgeest - Velsen - Wormerland - Zaanstad Flevoland: - Almere - Dronten - Lelystad - Noordoostpolder - Urk - Zeewolde | Zuid-Holland: - Alblasserdam - Dordrecht - Gorinchem - Hardinxveld-Giessendam - Hendrik-Ido-Ambacht - Molenlanden - Papendrecht - Sliedrecht - Westland - Zwijndrecht Utrecht: - Vijfheerenlanden Friesland: - Smallingerland |

## Deelnemende waterschappen
- Waterschap Hollandse Delta (ZH)
- Hoogheemraadschap van Schieland en de Krimpenerwaard (ZH)
- Hoogheemraadschap Hollands Noorderkwartier (NH)
- Hoogheemraadschap van Rijnland (NH/ZH)
- Waterschap Rivierenland (ZH/GL/NB/UT)
- Hoogheemraadschap van Delfland (ZH)

## Amsterdam
In oktober 2019 werd bekend dat het noodlijdende Amsterdamse afvalbedrijf Afval Energie Bedrijf (AEB) niet zal samengaan met HVC. De gemeente Amsterdam, de enige aandeelhouder van AEB, wilde dit, maar de gemeenten die aandeelhouder zijn van HVC voelden weinig voor een bundeling. Amsterdam zou bij een fusie 20-25% van de aandelen van het vergrote bedrijf in handen krijgen en daarmee de meeste zeggenschap krijgen.